# Tim Lambesis
Timothy Peter Lambesis (San Diego, 21 de noviembre de 1980) es un músico estadounidense de origen griego, es el cantante y uno de los fundadores, junto a Jordan Mancino, de la banda de metalcore As I Lay Dying. Ha tocado también guitarra en Society's Finest y en Point Of Recognition.

## Estilo
Tim Lambesis es reconocido por su estilo de canto que se basa mayormente en guturales, influenciado por bandas del estilo de Living Sacrifice y At The Gates. También es notable su actuación en vivo consistiendo en movimientos usualmente denominados como "headbanging" e inusuales movimientos de sus brazos, imitando a un boxeador. Hasta 2012 por lo menos, se declaraba abiertamente cristiano, y de hecho se ha recibido de grado en estudios religiosos. Sus letras son personales, van desde temas como las relaciones a diferentes problemas de la vida pasando por el asunto religioso también.

## Otros trabajos
Lambesis ha producido todos los discos de As I Lay Dying así como también el disco de Sworn Enemy The Beginning Of The End. Además es el mánager de la banda Destroy The Runner . También toca todos los instrumentos y canta en el grupo de thrash metal/crossover thrash Austrian Death Machine. El 21 de diciembre de 2012, Lambesis colaboró junto a otros vocalistas en el Ending is the Beginning: The Mitch Lucker Memorial Show de Suicide Silence un álbum en vivo como tributo al fallecido vocalista y miembro fundador de la banda Mitch Lucker. En el 2013 crea la banda Pyrithion, con la canción The Invention of Hatred.

## Vida personal
El 7 de mayo de 2013, mientras estaba de compras en Barnes & Noble en Oceanside, California, fue detenido y acusado de haber intentado contratar a un sicario para que asesinara a su exmujer, Meggan Murphy Lambesis.
El caso del arresto del vocalista de As I Lay Dying, Tim Lambesis, sigue dando mucho de que hablar, tras su arresto al conocer la presunta implicación en un intento de asesinato a su exmujer. Algunas fuentes informaban de que el artista había cambiado de personalidad, dejando a un lado incluso sus creencias religiosas basadas en el cristianismo. 
También se comenta que el cantante había enviado un correo electrónico a su expareja diciéndole que ya no la quería, que había dejado de creer en Dios y que estaba manteniendo varias relaciones fuera del matrimonio, motivos suficientes que dan peso a la afirmación del supuesto cambio radical en la personalidad de Tim Lambesis.
El artista se encontraba retenido hasta que se celebrara una nueva audiencia o se abonara su fianza fijada en tres millones de dólares, y que lo mantendría bajo libertad vigilada hasta nueva orden. 
El 25 de febrero de 2014 Lambesis hizo un cambio en su declaración y admitió haber contratado a un asesino para deshacerse de su exesposa. Lambesis fue condenado a 6 años de prisión de los que solamente cumplió la mitad para finalmente ser puesto en libertad en febrero de 2017.